# غلام محمد بازار
غلام محمد بازار (بالفارسية: غلام محمد بازار) هي قرية تقع في البلدة المركزية في إيران. يقدر عدد سكانها بـ 203 نسمة بحسب إحصاء 2016.